# Maddenia himalaica
Maddenia himalaica là loài thực vật có hoa trong họ Hoa hồng. Loài này được Hook. f. & Thomson mô tả khoa học đầu tiên năm 1854.